# Primera Divisió 2019/20
Die Primera Divisió 2019/20 war die 25. Spielzeit der höchsten andorranischen Fußballliga. Sie begann am 15. September 2019 und endete am 23. Juli 2020 mit dem letzten Spiel der Meisterrunde. Zwischen dem 9. März 2020 und 4. Juli 2020 ruhte der Spielbetrieb wegen der COVID-19-Pandemie in Andorra. Titelverteidiger war der FC Santa Coloma.
Meister wurde Inter Club d’Escaldes.

## Modus
Die zwölf Mannschaften spielten in einer Vorrunde je dreimal gegeneinander an, sodass jeder Verein 21 Spiele absolvierte. Anschließend wurde die Liga in zwei Vierergruppen geteilt: die besten vier Mannschaften spielten in der Meisterrunde um den Titel und internationale Startplätze, die vier schlechtesten Mannschaften gegen den Abstieg in die Segona Divisió. Dabei wurden die Punkte aus der Vorrunde mitgenommen, sodass es vorkommen konnte, dass der erste der Abstiegsrunde am Saisonende mehr Punkte hatte, als der letzte der Meisterrunde. Dies hatte jedoch keinen Einfluss auf das Endergebnis.

## Teams und Spielorte
|  | Mannschaft              | Stadt               | Position im Vorjahr |
|  | ----------------------- | ------------------- | ------------------- |
|  | FC Santa Coloma         | Andorra la Vella    | 1.                  |
|  | UE Sant Julià           | Sant Julià de Lòria | 2.                  |
|  | Inter Club d’Escaldes   | Escaldes-Engordany  | 3.                  |
|  | UE Engordany            | Escaldes-Engordany  | 4.                  |
|  | FC Ordino               | Ordino              | 5.                  |
|  | UE Santa Coloma         | Andorra la Vella    | 6.                  |
|  | Atlètic Club d’Escaldes | Escaldes-Engordany  | Aufsteiger          |
|  | CE Carroi               | Sant Julià de Lòria | Aufsteiger          |

## Vorrunde

### Tabelle
| Pl. | Verein                      | Sp. | S  | U | N  | Tore    | Diff. | Punkte |
| --- | --------------------------- | --- | -- | - | -- | ------- | ----- | ------ |
| 1.  | Inter Club d’Escaldes       | 21  | 14 | 5 | 2  | 037:130 | +24   | 47     |
| 2.  | FC Santa Coloma (M)         | 21  | 13 | 5 | 3  | 043:110 | +32   | 44     |
| 3.  | UE Sant Julià               | 21  | 11 | 3 | 7  | 026:230 | +3    | 36     |
| 4.  | UE Engordany (P)            | 21  | 10 | 5 | 6  | 033:260 | +7    | 35     |
| 5.  | UE Santa Coloma             | 21  | 9  | 5 | 7  | 025:230 | +2    | 32     |
| 6.  | Atlètic Club d’Escaldes (N) | 21  | 6  | 5 | 10 | 023:270 | −4    | 23     |
| 7.  | FC Ordino                   | 21  | 2  | 3 | 16 | 015:520 | −37   | 09     |
| 8.  | CE Carroi (N)               | 21  | 2  | 3 | 16 | 011:380 | −27   | 09     |

Platzierungskriterien: 1. Punkte – 2. Direkter Vergleich (Punkte, Tordifferenz, geschossene Tore) – 3. Tordifferenz – 4. geschossene Tore

| (M) | amtierender andorranischer Meister     |
| (P) | amtierender andorranischer Pokalsieger |
| (N) | Neuaufsteiger der letzten Saison       |

### Kreuztabelle
| Spieltage 1–14          | Inter Club d’Escaldes | FC Santa Coloma | UE Sant Julia | UE Engordany | UES | Atlètic Club d’Escaldes | ORD | CAR |
| Inter Club d’Escaldes   |                       | 1:0             | 1:0           | 2:0          | 1:1 | 1:2                     | 2:0 | 1:0 |
| FC Santa Coloma         | 1:1                   |                 | 0:1           | 0:1          | 2:0 | 2:0                     | 1:0 | 1:0 |
| UE Sant Julià           | 0:0                   | 0:3             |               | 0:3          | 3:0 | 1:0                     | 1:0 | 3:2 |
| UE Engordany            | 1:1                   | 1:1             | 2:5           |              | 1:1 | 3:1                     | 3:1 | 3:1 |
| UE Santa Coloma         | 0:2                   | 2:2             | 1:0           | 0:1          |     | 1:1                     | 1:0 | 1:0 |
| Atlètic Club d’Escaldes | 1:3                   | 1:2             | 0:0           | 2:0          | 0:1 |                         | 1:2 | 2:0 |
| FC Ordino               | 1:2                   | 0:3             | 0:2           | 0:3          | 0:3 | 0:0                     |     | 1:1 |
| CE Carroi               | 0:5                   | 0:5             | 1:3           | 1:2          | 2:1 | 1:1                     | 2:2 |     |

| Spieltage 15–21         | Inter Club d’Escaldes | FC Santa Coloma | UE Sant Julia | UE Engordany | UES | Atlètic Club d’Escaldes | ORD | CAR |
| Inter Club d’Escaldes   |                       | 1:1             | –             | –            | 1:3 | –                       | 2:0 | 5:0 |
| FC Santa Coloma         | –                     |                 | –             | 2:0          | –   | 5:0                     | 4:0 | –   |
| UE Sant Julià           | 0:1                   | 1:1             |               | –            | –   | 0:4                     | 1:0 | –   |
| UE Engordany            | 2:3                   | –               | 0:1           |              | 1:1 | –                       | –   | 3:1 |
| UE Santa Coloma         | –                     | 1:4             | 3:1           | –            |     | –                       | 0:1 | –   |
| Atlètic Club d’Escaldes | 0:1                   | –               | –             | 1:1          | 0:2 |                         | –   | 4:0 |
| FC Ordino               | –                     | –               | –             | 1:2          | –   | 1:2                     |     | 1:2 |
| CE Carroi               | –                     | 0:3             | 1:3           | –            | 0:2 | –                       | –   |     |

## Meisterrunde
Die vier bestplatzierten Teams der Vorrunde spielten in einer Einfachrunde um die Meisterschaft, wobei alle Ergebnisse aus der Vorrunde übertragen wurden.
| Pl. | Verein                | Sp. | S  | U | N  | Tore    | Diff. | Punkte |
| --- | --------------------- | --- | -- | - | -- | ------- | ----- | ------ |
| 1.  | Inter Club d’Escaldes | 24  | 15 | 7 | 2  | 041:140 | +27   | 52     |
| 2.  | FC Santa Coloma (M)   | 24  | 15 | 6 | 3  | 048:120 | +36   | 51     |
| 3.  | UE Engordany (P)      | 24  | 11 | 6 | 7  | 035:290 | +6    | 39     |
| 4.  | UE Sant Julià         | 24  | 11 | 3 | 10 | 027:300 | −3    | 36     |

| (M) | amtierender andorranischer Meister     |
| (P) | amtierender andorranischer Pokalsieger |

| Meisterrunde          | Inter Club d’Escaldes | FC Santa Coloma | UE Engordany | UE Sant Julia |
| Inter Club d’Escaldes |                       | –               | –            | 3:0           |
| FC Santa Coloma       | 1:1                   |                 | 2:0          | –             |
| UE Engordany          | 0:0                   | –               |              | –             |
| UE Sant Julià         | –                     | 0:2             | 1:2          |               |

## Abstiegsrunde
Die vier Mannschaften auf den Plätzen 5 bis 8 der Vorrunde spielten in der zweiten Saisonhälfte gegen den Abstieg. Auch hier wurden die Ergebnisse der Vorrunde übertragen und eine Einfachrunde zwischen den Vereinen ausgetragen. Die letztplatzierte Mannschaft stieg direkt ab, während die vorletzte Relegationsspiele gegen den Zweiten aus der Segona Divisió bestreiten musste.
| Pl. | Verein                      | Sp. | S  | U | N  | Tore    | Diff. | Punkte |
| --- | --------------------------- | --- | -- | - | -- | ------- | ----- | ------ |
| 5.  | UE Santa Coloma             | 24  | 11 | 6 | 7  | 034:260 | +8    | 39     |
| 6.  | Atlètic Club d’Escaldes (N) | 24  | 8  | 6 | 10 | 032:290 | +3    | 30     |
| 7.  | CE Carroi (N)               | 24  | 3  | 3 | 18 | 014:420 | −28   | 12     |
| 8.  | FC Ordino                   | 24  | 2  | 3 | 19 | 015:640 | −49   | 09     |

| (N) | Neuaufsteiger der letzten Saison |

| Abstiegsrunde           | UES | Atlètic Club d’Escaldes | CAR | ORD |
| UE Santa Coloma         |     | 2:2                     | 2:1 | –   |
| Atlètic Club d’Escaldes | –   |                         | –   | 0:5 |
| CE Carroi               | –   | 0:2                     |     | –   |
| FC Ordino               | 0:5 | –                       | 0:2 |     |

## Relegation
Der Siebtplatzierte bestritt im Anschluss ein Relegationsspiel gegen den Zweitplatzierten der Segona Divisió.
Ursprünglich sollte die Relegation am 25. und 28. Juli 2020 in zwei Spielen durchgeführt werden. Nachdem ein Spieler von FS La Massana positiv auf Corona getestet wurde, entschied der FAF auf eine Entscheidung in einem Spiel.
|           | Ergebnis |               |
| --------- | -------- | ------------- |
| CE Carroi | 4:1      | FS La Massana |